# Tiémoko Sangaré
Pour les articles homonymes, voir Sangaré.
Tiémoko Sangaré, né en 1957 à Sanankourouni dans le cercle de Bougouni, est un homme politique malien. Il est ministre de l'Environnement pendant les années de présidence d'Amadou Toumani Touré et ensuite ministre des Mines et du Pétrole, puis de la Défense pendant celles d'Ibrahim Boubacar Keïta. Il est également président de l'Adéma-PASJ, un parti politique.

## Biographie
Titulaire d'un doctorat en géodésie de l'Institut d'ingénieurs de géodésie, de photos aériennes et de cartographie de Moscou, Tiémoko Sangaré enseigne à l'École nationale d'ingénieurs Abderhamane Baba Touré à Bamako (ENI). Il est directeur général adjoint de l'ENI de 1991 à 1992.
Il prend part à toutes les luttes pour la restauration du pouvoir au peuple. Tiémoko est membre fondateur et militant de l’Alliance pour la démocratie au Mali-Parti africain pour la solidarité et la justice (ADEMA-PASJ).
Il est élu député à Bougouni de 1992 à 1997.
Pendant que son parti est au pouvoir et qu’il est le premier président du groupe parlementaire de ce groupement à l'Assemblée nationale, Tiémoko démissionne en 1994 car il trouve le parti changé par le pouvoir. Il crée alors, avec Mohamed Lamine Traoré, le Mouvement pour l'indépendance, la renaissance et l'intégration africaine (Miria), parti dans lequel il occupe les fonctions de premier secrétaire administratif. Il revient toutefois à l’ADEMA-PASJ où il devient secrétaire général adjoint en janvier 2004 après que le parti ait perdu le pouvoir.
En 2003, il devient conseiller technique au ministère des Domaines de l'État et des Affaires foncières et, en 2006, coordinateur de la cellule chargée de la confection du cadastre de Bamako et environs.
Le 3 octobre 2007, il est nommé ministre de l'Agriculture dans le premier gouvernement de Modibo Sidibé. Le 9 avril 2009, il devient ministre de l'Environnement et de l'Assainissement dans le deuxième gouvernement de Modibo Sidibé Cissé. Le 3 avril 2011, il conserve son poste dans le gouvernement de Cissé Mariam Kaïdama Sidibé.[réf. souhaitée]
Il est nommé ministre des Mines le 7 juillet 2016 dans le gouvernement Abdoulaye I. Maïga. Le gouvernement Maïga démissionne le 29 décembre 2017 mais Tiemoko est reconduit à son poste dans le nouveau gouvernement Soumeylou Boubeye Maïga I.
Après avoir œuvré pour décrocher le soutien de son parti au président candidat Ibrahim Boubacar Keïta pour sa réélection, Tiémoko devient le vice-président de la campagne de ce dernier. Il ne cesse alors de lui témoigner son soutien (organisation d'un meeting géant pour l'investiture de Keïta, mobilisation de la région de Sikasso).
Le 9 septembre 2018, dans le premier gouvernement du président Ibrahim Boubacar Keïta réélu à 67 % des suffrages exprimés, Tiémoko est nommé ministre de la Défense et des Anciens combattants. Il quitte son ministère le 5 mai 2019 lors de la formation du gouvernement Boubou Cissé I.